# Begraafplaats van Saint-Valery-sur-Somme
De Begraafplaats van Saint-Valery-sur-Somme is een gemeentelijke begraafplaats in de Franse gemeente Saint-Valery-sur-Somme (departement Somme). Ze ligt aan de Rue de Neuville in het centrum van de gemeente en is omgeven door een natuurstenen muur.
Er liggen 13 Franse gesneuvelden uit de Eerste Wereldoorlog in het Britse militaire perk.

## Britse oorlogsgraven
Tijdens de Eerste Wereldoorlog werden in de gemeente de 2nd and 5th Stationary Hospitals opgericht om hoofdzakelijk de zware gewonden te verplegen. De 6 Britten en 1 Zuid-Afrikaan die hier begraven liggen stierven in een van deze twee hospitalen.
Er liggen ook 9 Britse (waaronder 2 niet geïdentificeerde) en 1 Canadese gesneuvelde uit de Tweede Wereldoorlog.
De graven worden onderhouden door de Commonwealth War Graves Commission en zijn daar geregistreerd onder St. Valery-sur-Somme Communal Cemetery.